# Kalliste
Pour les articles homonymes, voir Kallisté.
Le Kalliste est un navire mixte appartenant à La Méridionale. Construit de 1992 à 1993 aux chantiers Aker Finnyards de Rauma en Finlande, son nom vient d'une légende selon laquelle les Grecs auraient surnommé la Corse « Kalliste » (en grec ancien Καλλίστη / Kallístê, signifiant en français « la plus belle » ou « la très belle »). Mis en service en juillet 1993 sur les lignes entre Marseille et la Corse, il est le premier navire mixte commandé par la CMN et à l'époque le plus imposant exploité sur l'île de beauté. Positionné sur la desserte de Propriano à partir de la fin de l'année 2011, il conserve cette affectation jusqu'en 2023. Transféré dans un premier temps sur la ligne de Porto-Vecchio, il est affrété par la compagnie Corsica Linea durant l'été et affecté sur les liaisons internationales entre la France et l'Algérie au départ de Sète et Marseille à la fin du mois de juin et au début du mois de septembre, et sur des traversées supplémentaires vers la Corse tout au long des mois de juillet et août. De retour au sein de La Méridionale à la mi-septembre, il assure entre octobre et janvier 2024 les rotations à destination du Maroc avant d'être affecté entre avril et octobre à une nouvelle ligne triangulaire de la compagnie marseillaise reliant Toulon, L'Île-Rousse et Livourne. En raison de la fermeture de la ligne en octobre 2024, il est transféré de manière permanente sur la desserte du Maroc à partir de janvier 2025.

## Histoire

### Origines et construction
À la fin des années 1980, les prévisions de l'évolution du trafic fret entre Marseille et la Corse font état d'une saturation aux environs de 1993. Il apparaît donc nécessaire que la Compagnie méridionale de navigation (CMN) et la SNCM s'attellent au remplacement d’un cargo de leur flotte par une unité plus importante afin de prévenir l’augmentation des besoins de transport de marchandises. À la suite du renouvellement de la convention d’exploitation des lignes maritimes continent - Corse pour la période 1991-1995, la compagnie a donc obligation de remplacer le Girolata, cargo d'occasion acquis en 1989, par une nouvelle unité ayant une capacité de roulage de plus de 2 200 mètres. Sa mise en service est prévue en 1993, suivie par celle d’une unité semblable de la SNCM. Ce programme de flotte s’avère nécessaire et obligatoire. Sa remise en cause mettrait les compagnies dans l’incapacité de répondre à leurs obligations et se traduirait financièrement par une réduction du montant de la subvention. En vue d’obtenir de meilleures conditions de prix, la CMN et la SNCM lancent en commun une consultation pour la construction de deux navires identiques.
À la suite de l’appel d’offres international lancé le 9 septembre 1991, quatre chantiers retiennent l’attention des directions, le sud-coréen Samsung Heavy Industries, le finlandais Aker Finnyards et les Chantiers de l’Atlantique proposent la construction simultanée des deux navires, aux échéances fixées par la convention. Enfin, les Ateliers et chantiers du Havre (ACH) se proposent de construire une des deux unités, son plan de charge ne lui permettant pas de s’aligner sur ses concurrents. La CMN optera finalement pour les chantiers Aker Finnyards, proposant une construction à des coûts nettement moins élevés, tandis que la SNCM, à l'aide de subventions supplémentaires, fera construire son navire aux ACH.
Baptisée Kalliste, la nouvelle unité est mise sur cale à Rauma le 17 juillet 1992. Première commande de navire mixte passée par la compagnie, les locaux destinés aux passagers vont être conçus pour offrir un confort similaire à ceux des car-ferries de la SNCM, confirmant ainsi la volonté de La Méridionale de pérenniser son activité naissante dans le transport des passagers. Lancé le 24 janvier 1993, le navire est ensuite achevé durant six mois avant d'être livré à la CMN le 19 juillet suivant.

### Service
Après avoir quitté la Finlande pour rejoindre la Méditerranée, le Kalliste arrive à Marseille à la fin du mois de juillet. Le navire commence son exploitation commerciale le 29 juillet 1993 entre Marseille et Bastia. Quelques jours plus tard, le 4 août, a lieu son baptême, célébré à Bastia par Mgr Sauveur Casanova, évêque d'Ajaccio. Sa marraine est Ange-Marie Zuccarelli, épouse de l'homme politique Émile Zuccarelli.

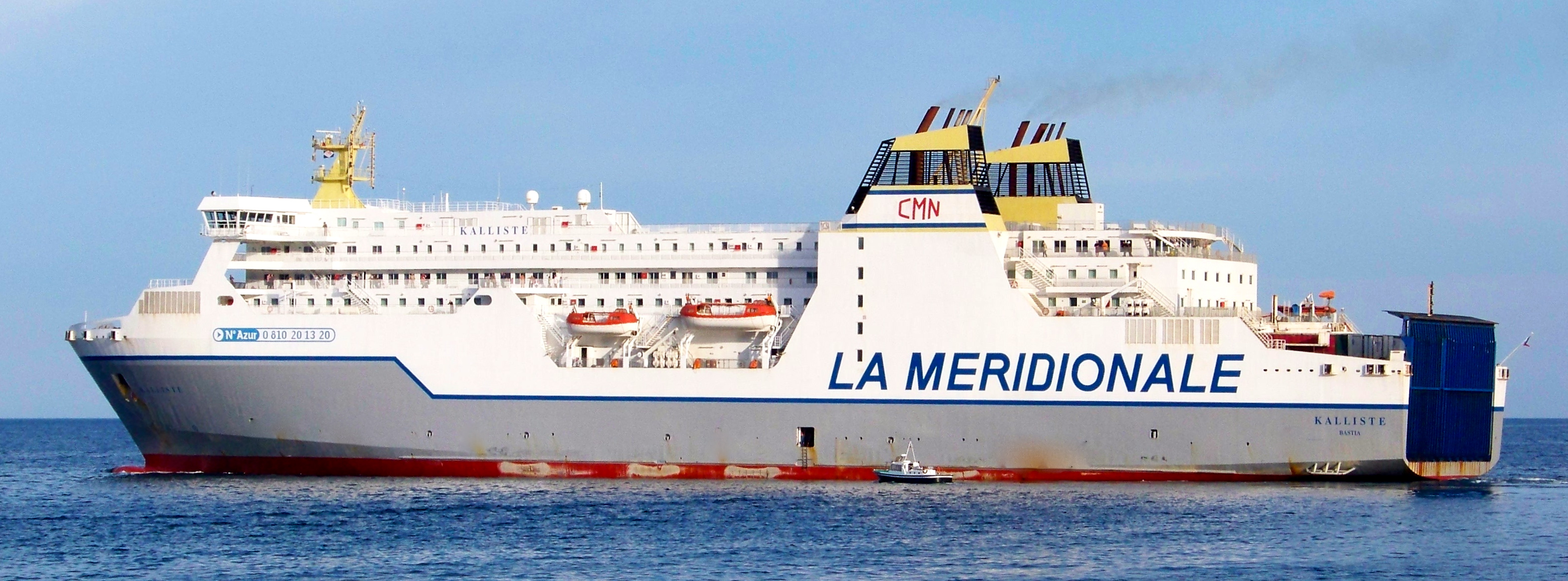
Le Kalliste arborant la coque grise originelle de l'époque de la CMN.

En 2001, La Méridionale signe conjointement avec la SNCM une convention de délégation de service public pour le transport subventionné du fret et des passagers entre Marseille et la Corse. Ce contrat fixant une capacité de 500 passagers sur les ports principaux d'Ajaccio et Bastia, le Kalliste prend en mai 2002 la direction de l'Allemagne où il est transformé pour accueillir plus de passagers aux chantiers Lloyd Werft de Bremerhaven. Un nouveau bloc de trois étages, comprenant des cabines supplémentaires et un snack, est ajouté à l'arrière du navire, faisant ainsi passer la capacité de 196 à 550 passagers.
En juin 2010, le Kalliste est le premier navire à arborer le nouveau logo de La Méridionale. Durant la saison estivale, le navire est provisoirement repeint en blanc avant de finalement recevoir en hiver la nouvelle livrée de la compagnie avec des vagues bleu clair peintes sur la coque.
En décembre 2011, remplacé par le nouveau Piana sur la ligne de Bastia, le Kalliste est affecté entre Marseille, Propriano et Porto Torres en Sardaigne en remplacement du Scandola.

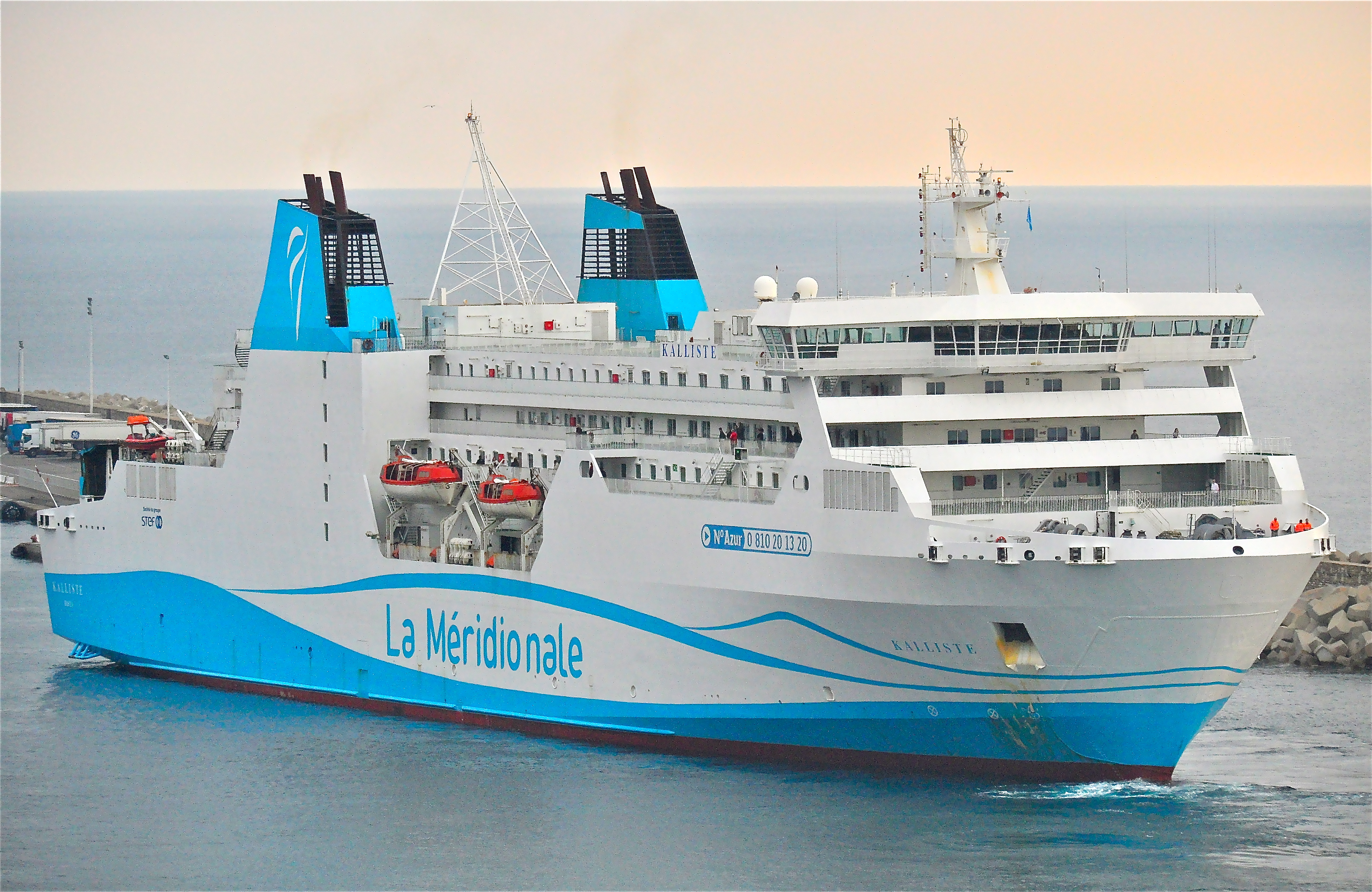
Le Kalliste après la première modification de la livrée de La Méridionale.

Le 1er juillet 2014, alors qu'il se trouve à Marseille, le navire est bloqué à quai par des marins grévistes de la SNCM. Le Kalliste sera immobilisé jusqu'au 10 juillet avant de finalement pouvoir reprendre ses rotations sur la Corse.
En avril 2017, le Kalliste est repeint aux nouvelles couleurs de La Méridionale avec une livrée à deux tons de bleu inspirée de la précédente ainsi que l'ajout de bandes des mêmes couleurs venant border les hublots des ponts 5 et 6.
En octobre 2019, à la suite de l'éviction partielle de La Méridionale de la nouvelle DSP au profit de Corsica Linea, le Kalliste demeure pendant un temps l'unique navire exploité par la compagnie entre Marseille et Propriano. Il sera rejoint en février 2020 par le Piana qui repassera sous les couleurs de La Méridionale pour desservir Porto-Vecchio.
Le 31 décembre 2022, le Kalliste effectue sa dernière escale à Propriano dans le cadre de la desserte subventionnée du port, La Méridionale s'étant en effet vue attribuer pour sept ans la desserte de Porto-Vecchio à l'occasion de la mise en place de la nouvelle DSP. À 19h, le navire appareille en direction de Marseille, mettant ainsi un terme à plus de 40 ans de desserte concédée du golfe de Valinco par La Méridionale. Le 2 janvier 2023, le Kalliste quitte Marseille pour sa première traversée vers Porto-Vecchio dans le cadre de la DSP. Son arrivée dans la cité du sel, l'ayant déjà accueilli à plusieurs reprises par le passé, a lieu le lendemain dans la matinée. L'exploitation du navire sur ce port est cependant de courte durée, à la fin du mois de mars, il est retiré du service pour effectuer son arrêt technique et remplacé par le Girolata.

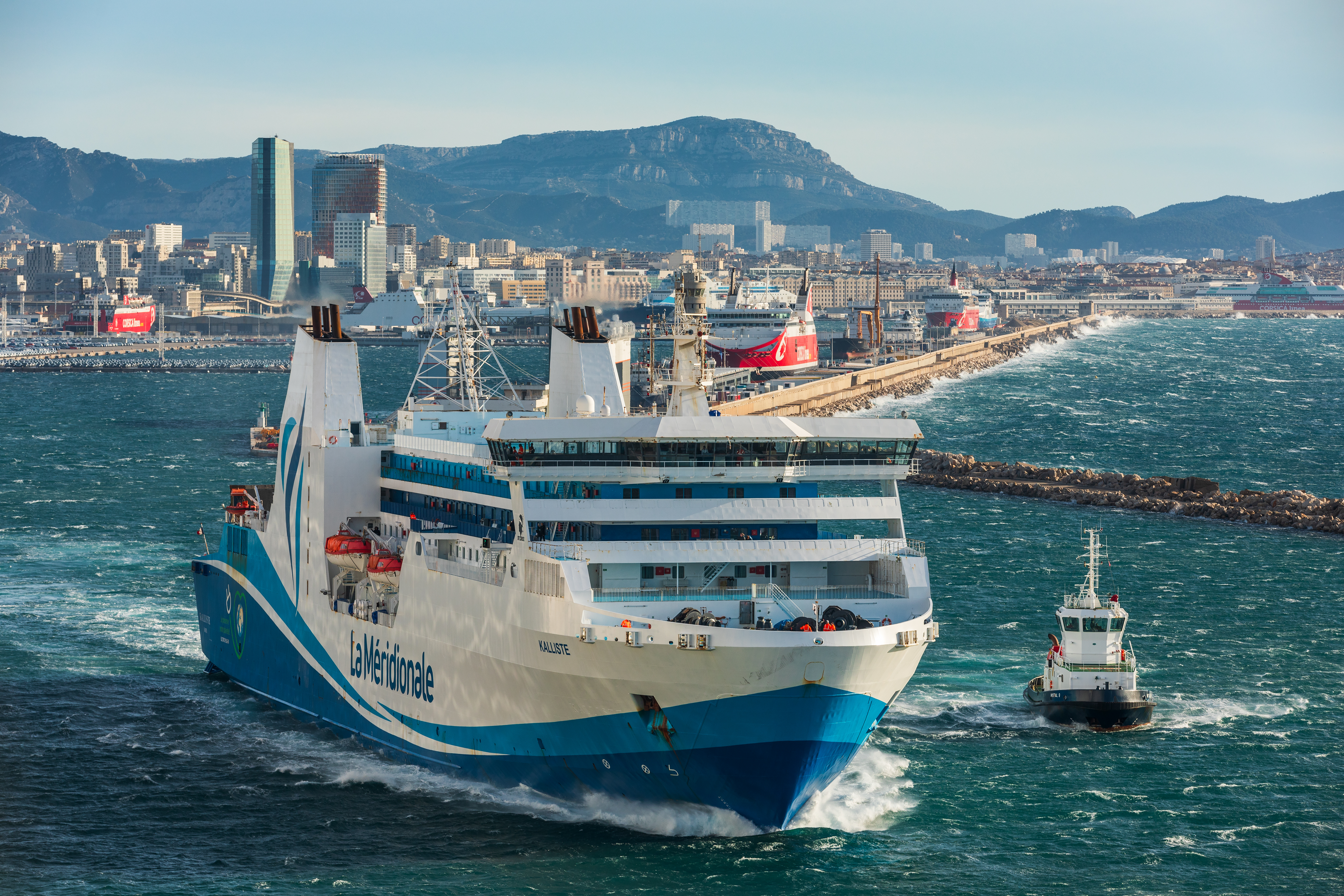
Le Kalliste quittant Marseille en janvier 2024.

Programmé dans un premier temps sur la desserte du Maroc au départ de Marseille pour l'été 2023, le Kalliste est toutefois remplacé sur cet axe par le cargo Pelagos, poussant La Méridionale à trouver une autre utilisation à son navire surnuméraire. Un projet d'affrètement du navire par la compagnie Algérie Ferries afin de l'exploiter entre Oran et Sète est un temps envisagé avant d'être abandonné. Finalement, le cargo mixte est annoncé comme étant affrété par Corsica Linea pour toute la durée de la saison 2023. À la fin du mois de mai, à son retour de Santander où il effectuait son arrêt technique, il est affrété pour trois voyages entre Tanger et Livourne afin d'acheminer des véhicules neufs. Il regagne ensuite Marseille début juin et commence son exploitation pour le compte de Corsica Linea avec six jours d'avance afin de remplacer le Monte d'Oro, victime d'une avarie. Le 15 juin, le navire inaugure les nouvelles lignes de Corsica Linea entre Sète et l'Algérie en appareillant pour Skikda avec 238 passagers et 185 véhicules. Sa première arrivée en Algérie a lieu le lendemain à 11h. Également affecté à des traversées à destination de Béjaïa, il reste exploité sur l'Afrique du Nord jusqu'au 30 juin avant de rebasculer sur les lignes de la Corse, principalement entre Marseille et L'Île-Rousse en remplacement du Monte d'Oro. Initialement, le Kalliste devait être déployé sur le Maghreb durant tout l'été mais ne sera finalement positionné qu'en avant et après saison à la demande des autorités algériennes,. À l'issue de la saison d'été, à la mi-septembre, le navire est restitué à La Méridionale. Après avoir brièvement navigué entre Marseille et Porto-Vecchio en remplacement du Girolata, il est affecté sur le Maroc entre Marseille et Tanger du 5 octobre 2023 au 20 janvier 2024. Par la suite, il remplace successivement le Piana et le Girolata durant leurs arrêts techniques.
Après un rapide passage en cale sèche au cours duquel la graphie et les logos de La Méridionale sont modifiés, le Kalliste quitte Marseille pour venir s'amarrer dans le port de Toulon dans la soirée du 4 avril 2024 en prévision du lancement de la nouvelle liaison de la compagnie reliant la capitale varoise à L'Île-Rousse. Durant la journée, le cargo mixte effectue notamment le test des infrastructures permettant le branchement à quai des navires. Le 6 avril peu avant 20h, le Kalliste appareille pour sa première traversée à destination de la Balagne avec à son bord environ 190 passagers. Son arrivée dans le port de L'Île-Rousse a lieu le lendemain à 7h45. Environ deux mois plus tard, après avoir réalisé une rotation à vide entre L'Île-Rousse et Livourne le 27 mai afin de tester le poste à quai, le Kalliste réalise sa première traversée commerciale entre la Balagne et le port italien le 1er juin,. À l'issue de la saison estivale cependant, ces nouvelles lignes se révèlent déficitaires, notamment en raison de la pression des organisations syndicales de Corsica Linea s'opposant à ce que La Méridionale transporte du fret depuis Toulon. Devant être assurée au moins jusqu'en décembre, la liaison Toulon - L'Île-Rousse est suspendue à partir du 1er octobre et le Kalliste est transféré sur la desserte du Maroc, d'abord temporairement puis de manière permanente à partir de janvier 2025 en raison du retrait du Pelagos ,. En juin 2025, à l'occasion de l'arrivée du nouveau Massalia sur la ligne de Tanger, le navire assure une liaison inédite entre Marseille et Nador. La première escale dans le port marocain a lieu le 11 juin.

## Aménagements
Le Kalliste possède 9 ponts. Bien que le navire s'étend en réalité sur 11 ponts, deux d'entre eux sont inexistants au niveau des garages. Les locaux des passagers se situent sur les ponts 4, 5 ainsi que sur une partie du pont 6 tandis que ceux de l'équipage occupent une grande partie du pont 6. Les ponts 1, 2, 2/3 et 3 abritent quant à eux les garages.

### Locaux communs
Le Kalliste est équipé pour ses passagers de confortables locaux. Parmi ces installations, Situées en grande majorité sur le pont 5, se trouvent le bar-salon Roccapina situé à l'avant du navire, le self-service Campomoro en arrière du bar et le restaurant Nebbiu à l'arrière. Jusqu'en 2018, un snack, ajouté durant les transformations de 2002, était présent sur le pont 6 à l'arrière. Il a cependant été supprimé et remplacé par de nouvelles cabines.

### Cabines
Le Kalliste dispose de 160 cabines privatives situées majoritairement sur le pont 4 mais aussi sur les ponts 5 et 6 à l'arrière. Internes ou externes, elles peuvent loger jusqu'à quatre personnes et sont toutes pourvues de sanitaires complets comprenant douche, WC et lavabo. Le navire possède par ailleurs un petit salon de 50 fauteuils pullman sur le pont 5.

## Caractéristiques
Le Kalliste mesure 165 mètres de long pour 29 mètres de large, son tirant d'eau est de 7,30 mètres et sa jauge brute était à l'origine de 29 575 UMS avant d'être portée en 2002 à 30 718 UMS. Le navire avait au début une capacité de 196 passagers qui sera augmentée en 2002 pour passer à 550 passagers. Il possède un garage de 2 344 mètres linéaires de roll, soit une capacité de 150 remorques, pouvant également contenir 160 véhicules et accessible par deux portes-rampes arrières. Le navire possédait à l'époque une porte-rampe avant qui a depuis été condamnée. Il est entièrement climatisé. Il possède quatre moteurs diesel Wärtsilä 16V32D développant une capacité de 19 700 kW entraînant deux hélices à pas variable faisant filer le bâtiment à plus de 19 nœuds. Le navire mixte est aussi doté de deux propulseurs d’étrave et d'un stabilisateur anti-roulis à deux ailerons rétractables. Le navire est pourvu de deux embarcations de sauvetages fermées de grande taille, complétées par deux embarcations plus petites, une embarcation semi-rigide ainsi que de nombreux radeaux de sauvetage.

## Lignes desservies
Depuis sa mise en service, le Kalliste est affecté toute l'année au transport de fret et de passagers entre Marseille et la Corse. De 1993 à 2011, le navire était principalement affecté à la desserte de Bastia en traversée de nuit. Il touchait également de manière occasionnelle les ports d'Ajaccio et de Propriano. À partir de la fin de l'année 2011, le Kalliste est positionné à titre principal sur la ligne Marseille - Propriano qu'il effectue de nuit à raison de trois rotations par semaine. Jusqu'en 2020, il desservait également de manière régulière la Sardaigne en traversée de jour entre Propriano et Porto Torres. Du 1er janvier au 23 mars 2023, le navire navigue un temps sur la liaison Marseille - Porto-Vecchio. Affrété par Corsica Linea, il est employé à la fin du mois de juin puis plus tard au début du mois de septembre sur de nouvelles liaisons de l'armateur corse à destination de l'Algérie entre Sète, Béjaïa et Skikda et en juillet et en août sur la Corse entre Marseille et L'Île-Rousse. À partir du mois d'octobre, il assure les traversées vers le Maroc entre Marseille et Tanger jusqu'au 20 janvier 2024 puis entre le 6 avril et le 1er octobre, il est employé entre Toulon et L'Île-Rousse à raison de trois rotations par semaine et dessert également Livourne depuis la Balagne en saison estivale.